# Luka nad Jihlavou (zámek)
Zámek v Lukách nad Jihlavou je dvoupatrový zámek v Lukách nad Jihlavou v okrese Jihlava v Kraji Vysočina. Původní zámek byl postaven na konci 16. století, barokní podoba je z 18. století. Je chráněn od roku 1972 jako kulturní památka České republiky.

## Historie zámku

### Tvrz
První zmínka o obci Luka pochází z počátku 12. století. Zaručeně pravé zprávy o obci jsou až z druhé poloviny 14. století, kdy se Luka stala majetkem třebíčského benediktinského kláštera.
První zmínkou o jakémsi tvrzišti nebo tvrzi, dlouhou dobu považované za předchůdce zámku,[zdroj?] je kupní smlouva z roku 1584, kdy synové Jana Zahrádeckého ze Zahrádek prodávají vesnici Luka s tvrzí a pivovarem a okolní vesnice bohatému jihlavskému měšťanu Matouši Grünovi ze Stürzenberka. Ve smlouvě se píše: „… s mlejnem pod tvrzí, s pivovarem a s dvorem Šimanovským za kostelem…“, přičemž mlýn a pivovar se nacházely na pravém břehu řeky Jihlavy a Šimanovský dvůr na levém břehu.
Výzkumem bylo prokázáno, že tvrz nemá s dnešním zámkem nic společného a pravděpodobně ležela za kostelem sv. Bartoloměje, tedy na levém břehu Jihlavy, zatímco dnešní zámek stojí na pravém břehu. Avšak zbytky pivovaru lze nalézt pod současným zámkem.

### Stavba zámku a následná rekonstrukce
Původní zámek vznikal tzv. na zelené louce. Za jeho zakladatele lze považovat Matouše Grüna.[zdroj?] Zámek byl postaven na pravém břehu řeky Jihlavy asi koncem 16. století. Nacházel se na mírném návrší, kterého se dotýkalo původní koryto řeky. Původní záměr výstavby byl zřejmě lovecký zámeček nebo vojenská pevnost. Za účast ve stavovském odboji bylo panství Luka odňato Karlu Grünovi a na několik let podřízeno Vitu Jindřichovi hraběti Thurnovi, který jej přenechal dceři Blance Polyxeně provdané za Rombalda hraběte de Collalto et Salvatore. V 17. století, na konci třicetileté války, byl za panování brtnických Collaltů Švédy pobořen a vypálen, stejně jako pivovar. A jelikož se Collaltové, jejichž hlavním sídlem byl zámek v Brtnici, o Luka příliš nestarali, zámek až do počátku 18. století chátral. Panství Luka pak bylo roku 1711 za téměř 45 000 rýnských zlatých prodáno Janu Kryštofu Říkovskému z Dobřic, jihlavskému krajskému hejtmanovi. Za něj započala rekonstrukce, což dokazuje jeho erb, který je možné nalézt nad oknem v ose severního průčelí. I když je erb poškozený, lze na něm vidět bílého čápa, který ve zdvižené pravé noze drží zlatý kámen – budoucí znak Luk nad Jihlavou.
Roku 1730 dostal nový majitel panství, František Antonín Gellhorn, povolení ke konání bohoslužeb v zámecké kapli, což dosvědčuje úpravy zámku.
Dnešní podobu získal zámek po velmi nákladné rekonstrukci v letech 1739–1747 za Maxmiliána Oldřicha z Kounic. Jako zkušený stavitel zde působil Václav A. Petruzzi, kameník Václav Winter, tesařský mistr Josef Reiter a štukatér Giovanni Battista Ricca. Vznikla tak dvoupatrová trojtraktová budova v barokním stylu s mansardami v podkroví; mezi boční křídla byl vložen balkón se sloupořadím, na němž byla zřízena zimní zahrada, která byla počátkem 20. století zrušena a zároveň vznikla štuková výzdoba hlavního schodiště. Roku 1747 byla také v 1. patře vystavěna Mariánská kaple, dnes je ale její umístění nejasné. Za panování Kouniců získala Luka titul městys (1755) a románský kostel byl přestavěn na barokní.

### Zámek v letech 1768–1945
Roku 1768 odkoupil od Kouniců panství Luka spolu se zámkem svobodný pán Widmann za 154 000 rýnských zlatých. Widmannové drželi panství Luka až do roku 1945.
Jejich nejvýznamnějším počinem bylo založení rozsáhlého zámeckého parku roku 1834. Park má rozlohu 19 ha, je v anglickém stylu a je dosud zachovalý. Malá okrasná zahrada byla také před zámkem, v současné době je zde pouze trávník.
Za jejich panování došlo také k výstavbě železnice z Jihlavy do Brna. Železnice měla vést původně přes Brtnici, zde byly ale problémy s výkupem půdy, a tak vede železnice přes Luka. Při výstavbě došlo k odklonu koryta řeky, čímž vznikla před zámkem nemalá plocha. Byla zde proto vybudována vstupní brána, budova pro služebnictvo a budova velkostatku. Kvůli tomuto přesunu koryta zanikl také poslední z trojice mlýnů na Jihlavě – tzv. Prostřední mlýn. Zmizel i romantický ostrůvek pod zámkem, jejž Jihlava obtékala.
Rok 1870 – zámek byl snížen o jedno patro, zřejmě kvůli požáru.
Nejvýznamnějším z Widmannů byl svobodný pán Viktor Widmann, který se oženil s Annou Lazarevovou, dcerou ruského hraběte a generála Lazara Lazareva. Ta si s sebou přivezla sbírku cenných obrazů a uměleckých předmětů. A tak vznikla v zámku sbírka, jež je považována za jednu z nejvýznamnějších na Moravě.
Na počátku 20. století došlo k další úpravě interiéru – bylo postaveno točité schodiště a stěny byly opatřeny táflováním .
Zámek včetně panství byl roku 1945 konfiskován a Widmannové uprchli roku 1948 do Rakouska.

### Zámek v letech 1945 – současnost
V roce 1945 došlo ke konfiskaci zámku, který byl zestátněn a v roce 1949 přidělen národnímu výboru v Lukách nad Jihlavou. Z místností se drobnými úpravami staly obecní byty. Mobiliář včetně osobního archivu rodu Widmannů je roztroušen po celé republice.
V roce 1952 byla v zámku zřízena obřadní síň, která se využívala až do roku 2000, a školní kuchyně s jídelnou.
Byty ze zámku zmizely roku 1979, zůstala pouze školní jídelna, a objekt byl bezplatně předán podnikovému ředitelství ČSAD Brno, které mělo v úmyslu zde zřídit školicí a rekreační zařízení.
Roku 1987 získal zámek městský národní výbor, ale již bez podzámčí, které bylo zbouráno. Po několika neúspěšných pronájmech byl zámek prodán firmě BIO VENDOR Group, a.s. a to včetně parku. Firma začala v roce 2000 s opravou zámku a jeho rekonstrukcí. Kvůli tomu byla k 31. prosinci 2000 zrušena obřadní síň.
Rekonstrukce zámku skončila v roce 2007. Zámek je v soukromém vlastnictví, veřejnosti nepřístupný. Majitel nabízí možnost ubytování (je zde k dispozici 7 apartmánů pro 14 osob a velký kongresový sál pro 70 osob), luxusní restauraci a nechybí ani vinný sklep. Součástí areálu je i jízdárna.

## Uvnitř zámku
V zámku se nachází celkem 48 místností včetně chodeb. K bydlení bylo určeno 29 z nich. Po celý rok bylo trvale obydleno 9 místností, 3 v každém patře, ostatní pouze několik týdnů nebo maximálně 3 – 4 měsíce v roce.
Místnosti v přízemí sloužily služebnictvu, Widmannovi obývali první poschodí a druhé patro bylo obydleno pouze několik týdnů v roce, kdy přijeli na návštěvu příbuzní nebo známí.

### Přízemí
V přízemí se nachází celkem 15 místností, 2 chodby a 2 vstupní haly. Obyvatelné místnosti sloužily pro sluhy nebo služky, popř. sluhy hostů. Ostatní pokoje nebyly určené k obývání; mezi ně patří komory, spíž, šatna, umývárna, kuchyně, jídelna, prádelna, umývárna nádobí a koupelna a záchod, který se nachází u schodiště do prvního patra. Všechny místnosti mají valené klenby.
Stěny jsou opatřeny hladkou fasádou s členěnými výstupky na čelní straně, částečně je zde proloženo zdivo z hrubě opracovaných kvádrů. Zvenku můžeme vidět čtyři dvojice sloupů, které nesou balkon se sloupkovým zábradlím. V zahradním průčelí tvoří menší sloupky oporu pro terasu, pod kterou vzniká podchod. Od prvního patra je přízemí odděleno mírně vystupující vodorovnou římsou.
Do prvního patra vede schodiště, které má zajímavou štukovou výzdobu stěn a stropů.

### První a druhé patro
V prvním patře se nacházelo 13 místností, 3 chodby a vstupní hala. Nacházela se zde pracovna, knihovna, jídelna, ložnice, salon, koupelna, záchod, pokoj pro děti, pokoj pro hosty a pokoj pro děti hostů. Mezi neobydlené místnosti lze zařadit velký pokoj a malou světnici. V prvním patře se také nacházela kaple, dnes ale nikdo neví, kde. V místnostech se oproti přízemí nacházejí neckové klenby se zrcadly.
Vnitřní výzdoba byla řešena stejně, jako v přízemí. Sál v prvním patře měl stejnou výzdobu jako schodiště. Navíc se zde nacházejí zrcadla v parapetu a nadokenní různě zalamovaná římsa. Bohatá je štuková výbava. Nachází se zde také velké orámované francouzské okno, nad kterým se nachází znak Widmannů a kterým se dá vstoupit na balkon. Druhým francouzským oknem se dá vstoupit na terasu. Charakteristické jsou také sloupovité výběžky ze zdi. Je zde i znak Jana Říkovského z Dobřic, který se později stal louckým symbolem.
V posledním, druhém patře, se nachází 11 pokojů, 1 velká chodba a malá chodbička. Nacházelo se zde šest velkých pokojů pro hosty, jeden blíže nespecifikovaný pokoj, dvě komory, pokoj komorné a malá komora. Výzdoba je totožná s prvním patrem.